# Parc national de Saikai
Le parc national de Saikai (西海国立公園, Saikai kokuritsu kōen) est un parc national japonais situé dans la préfecture de Nagasaki, sur l'île Kyūshū, au Japon.

## Géographie
Composé d'environ 400 iles dont Hirado, les iles Kujūku-shima (en) (littéralement les 99 îles), les îles de Sasebo et l'archipel Gotō, il couvre une surface de 246,46 km2.
Le parc inclut le parc Kōzakihana de Sasebo dans lequel se trouve un monument marquant le point le plus occidental du Japon.

## Histoire
Le parc national de Saikai a été créé en 1955.